# Minot (Maine)
Minot – miasto w Stanach Zjednoczonych, w stanie Maine, w hrabstwie Androscoggin.